# Kendrick Lynn
Kendrick Graeme Lynn (* 30. November 1982 in Tokoroa) ist ein ehemaliger neuseeländischer Rugby Union Spieler. Während seiner Karriere spielte er unter anderem für die Chiefs und die Highlanders.